# ایستی گینزبورگ
ایستی گینزبورگ (به عبری: אסתי גינזבורג) (زاده ۶ مارس ۱۹۹۰ ) مانکن و بازیگر اسرائیلی است که از سن ۸ سالگی و با شرکت در تبلیغ شیر به عوان مانکن کار خود را آغاز کرد. او در سن ۱۴ سالگی اولین قرداد حرفه‌ای به عنوان مدل را امضاء کرد.
گینزبورگ در فیلم «دوازده» نیز بازی کرده‌است.